# Eljezer Marom

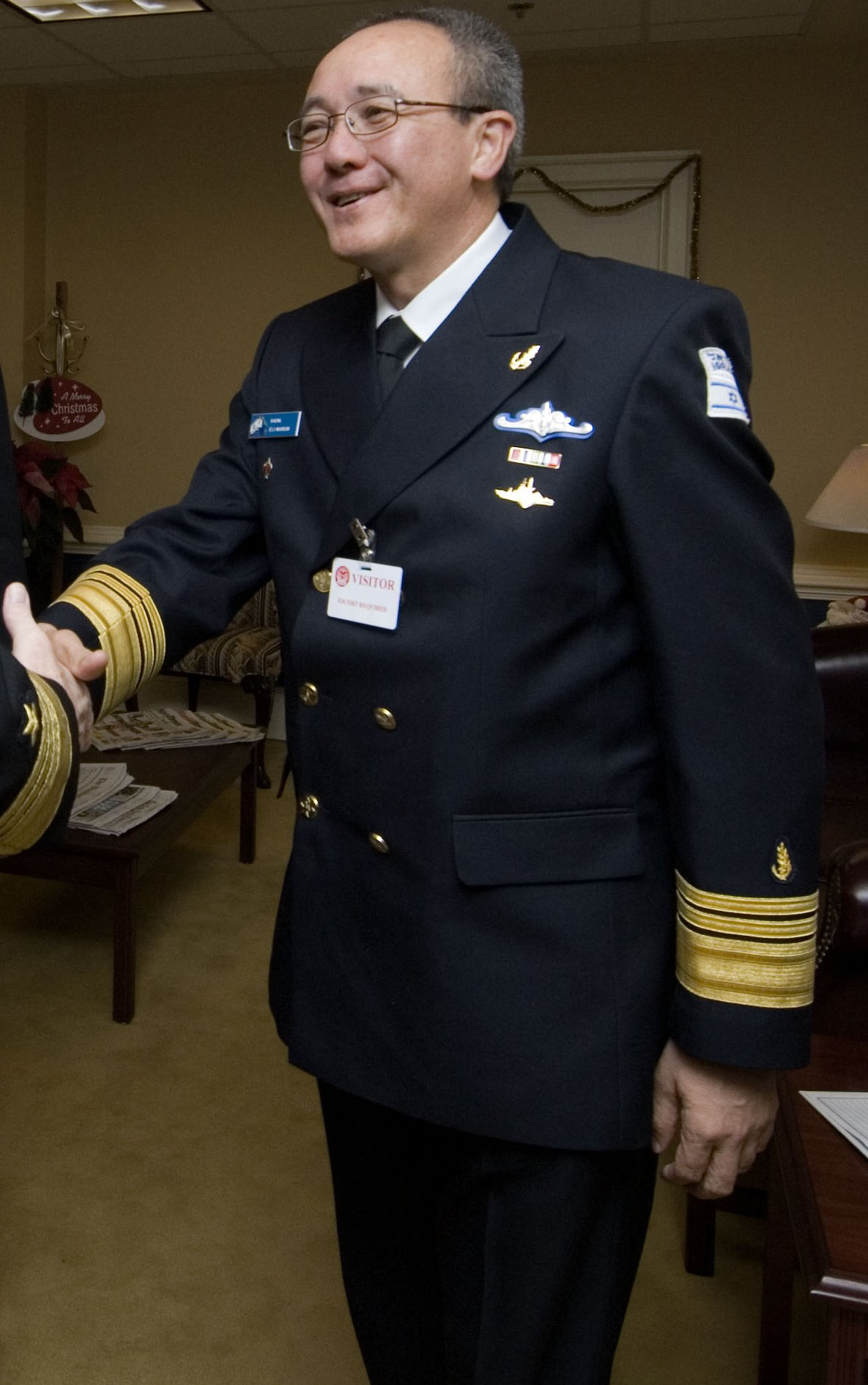
Aluf Eli Marom bei einem Besuch im Verteidigungsministerium der Vereinigten Staaten

Eliʿezer Marom (hebräisch אֱלִיעֶזֶר אַלְפְרֶד מָרוֹם Elīʿeser Alfred Marōm, genannt צַ׳יְנִי מָרוֹם Tschainī Marōm; * 1955 in Sde Eliʿeser, Israel) ist ein Konteradmiral (Aluf) der Israelischen Streitkräfte (IDF) und war von 2007 bis 2011 der 18. Oberbefehlshaber der Israelischen Marine (ISC).

## Biografie
Marom wurde in Israel als Sohn des jüdischen Deutschen Erich Marom und der Chinesin Chái Lì (柴丽), Tochter eines buddhistischen Han-Chinesen und einer jüdischen Russin, die sich hatten taufen lassen. Als Flüchtling aus Nazi-Deutschland in China lernte sein Vater seine Mutter kennen. Sie heirateten 1942 und Eliʿeser ist das siebte ihrer acht Kinder, das erste, das kurz nach ihrer Alija 1955 in Israel geboren wurde.
Nach dem Schulbesuch trat er in die Marine ein und schloss die Ausbildung zum Marineoffizier an der Marineakademie in Akkon 1975 mit der Graduierung ab. Anschließend fand er seine erste seemännische Verwendung als Ingenieuroffizier. In den folgenden Jahren fanden Verwendungen als Aufklärungs-, Navigations- und Kommunikationsoffizier, Kommandant eines Kanonenbootes sowie Kommodore eines Kanonenboot-Geschwaders. Später war er Kommodore des Kurse für Marinekommandeure (Advanced Naval Command Course), danach Leiter der Abteilung für operative Aufklärung (Operational Intelligence Department) sowie schließlich Kommodore der Kanonenboot-Flottille.
1999 erfolgte seine Beförderung zum Flottillenadmiral (Tat-Aluf) sowie Ernennung zum Kommandeur der Marinebasis Haifa sowie zugleich der Marinestreitkräfte im Norden Israels („North Arena“). 2001 wurde er zunächst Leiter für Marineoperationen (Naval Operations) und danach 2003 Chef des Stabes der israelischen Marine. Zwischen 2004 und 2005 war Marom Repräsentant der Israelischen Streitkräfte (IDF) beim United States Joint Forces Command. Im August 2005 erfolgte seine Akkreditierung als Militärattaché bei der Israelischen Botschaft in Singapur.
Am 9. Oktober 2007 wurde Marom zum Konteradmiral (Aluf) befördert und als Nachfolger von David Ben Baʿaschat zum Oberbefehlshaber der Marine ernannt.
Neben einer Graduierung am Navy’s Advanced Command Course und am National Defense College absolvierte er auch Kurse am U.S. Navy Senior International Defense Management Program (USNSIDMP) sowie an der Harvard Business School. Darüber hinaus absolvierte Eliʿeser Marom ein Studium der Sozialwissenschaften an der Universität Haifa, das er mit einem Master of Arts abschloss.
Marom ist verheiratet und hat drei Kinder.